# Le Bardon
Le Bardon è un comune francese di 1 015 abitanti situato nel dipartimento del Loiret nella regione del Centro-Valle della Loira.

## Società

### Evoluzione demografica
Abitanti censiti